# 4 Brygada Saperów (II RP)
4 Brygada Saperów (4 BSap) – szkoleniowo-organizacyjna  struktura niemacierzysta saperów Wojska Polskiego II RP.

## Historia
4 Brygada Saperów sformowana została 22 listopada 1929 w Krakowie.
W trzeciej dekadzie kwietnia 1929 zostało powołane dowództwo 4 Brygady Saperów. Na stanowisko dowódcy brygady został wyznaczony pułkownik Mikołaj Kolankowski, dotychczasowy szef 5 Okręgowego Szefostwa Saperów. Na stanowisko II oficera sztabu został wyznaczony major Leon Bianchi, kwatermistrz 5 pułku saperów, a na stanowisko III oficera sztabu – kapitan inżynier Roman Sewer Grabowiecki z 1 pułku saperów kolejowych. Z końcem sierpnia 1929 na stanowisko I oficera sztabu został mianowany major inżynier Bolesław Orczykowski z 1 pułku saperów kolejowych. 31 marca 1930 major Leon Bianchi został przeniesiony do Szefostwa Saperów MSWojsk. na stanowisko kierownika Referatu Ogólnego, a na zwolnione przez niego stanowisko II oficera sztabu został wyznaczony kapitan dyplomowany Bohdan Chojnowski. W styczniu 1931 na stanowisko II oficera sztabu został wyznaczony kapitan Antoni Śpiewak z 2 batalionu mostów kolejowych. W 1932 w dowództwie 4 BSap pełniło służbę tylko dwóch oficerów: dowódca brygady i pierwszy oficer sztabu, major Sobiesław Zaleski. Z dniem 30 września 1934 pułkownik Mikołaj Kolankowski został przeniesiony w stan spoczynku.

## Organizacja pokojowa brygady
- dowództwo 4 Brygady Saperów w Krakowie
- 5 batalion saperów w Krakowie
- 1 batalion mostów kolejowych w Krakowie
- 2 batalion mostów kolejowych w Jabłonnie

## Dowódcy Brygady
- płk Mikołaj Kolankowski